# 1863 na ciência

## Eventos
- Observação ou predição do elemento químico Índio[1]

## Nascimentos
| Data           | Nome                  | Profissão               | Nacionalidade                         | Observações                                                                                 | Ref                     |
| -------------- | --------------------- | ----------------------- | ------------------------------------- | ------------------------------------------------------------------------------------------- | ----------------------- |
| 4 de fevereiro | Antoine Lacroix       | geólogo e mineralogista | Segundo Império Francês               | m. 1948 Medalha Wollaston 1917 Medalha Penrose 1930                                         | [ 2 ] [ 3 ]             |
| 9 de outubro   | Albert Charles Seward | botânico e geólogo      | Reino Unido da Grã-Bretanha e Irlanda | m. 1941 Medalha Murchison 1908 Medalha Real 1925 Medalha Wollaston 1930 Medalha Darwin 1934 | [ 4 ] [ 5 ] [ 2 ] [ 6 ] |

## Mortes
| Data | Nome | Profissão | Nacionalidade | Observações | Ref |
| ---- | ---- | --------- | ------------- | ----------- | --- |

## Prémios
Medalha Copley
- Adam Sedgwick[7]